# Glanapteryx
Glanapteryx is een geslacht van straalvinnige vissen uit de familie van de parasitaire meervallen (Trichomycteridae).

## Soorten
- Glanapteryx anguilla Myers, 1927
- Glanapteryx niobium de Pinna, 1998